# 趙恪
邵悼肃王趙恪（?—?），南宋皇子。
宋朝第十一代（南宋第二任）皇帝宋孝宗赵昚的第四子，生母郭皇后，赵恪在父亲孝宗即位前后就已去世，乾道二年（1166年）九月辛酉，宋孝宗追封赵恪为邵王，谥号悼肃。赵恪的大哥太子赵愭，乾道三年（1167年）卒；其子乾道九年（1173年）卒，二哥赵恺淳熙七年（1180年）卒，只有三哥宋光宗赵惇活得比父亲宋孝宗长。